# Eroe della Repubblica Popolare Mongola
il titolo di Eroe della Repubblica Popolare Mongola era la più alta onorificenza della Repubblica Popolare Mongola. Era modellata sul titolo di Eroe dell'Unione Sovietica.

## Decorati celebri
- Damdiny Sùchbaatar - Ministro della Guerra della Repubblica Popolare Mongola
- Khatanbaatar Magsarjav - Primo ministro della Mongolia nel 1921
- Horloogijn Čojbalsan - Maresciallo della Repubblica Popolare Mongola
- Iosif Stalin - Segretario generale del Partito Comunista dell'Unione Sovietica dal 1922 al 1952
- Kliment Vorošilov - Presidente del Soviet Supremo dell'Unione Sovietica
- German Titov - Cosmonauta sovietico
- Andrijan Nikolaev - Cosmonauta sovietico
- Yumjaagiin Tsedenbal - Presidente del Praesidium del Grande Hural di Stato della Repubblica Popolare Mongola[1]
- Pavel Beljaev - Cosmonauta sovietico
- Georgij Žukov - Maresciallo dell'Unione Sovietica
- Ivan Konev - Maresciallo dell'Unione Sovietica
- Issa Pliev - Generale d'armata dell'Unione Sovietica
- Batyn Dorj - Ministro della Difesa della Repubblica Popolare Mongola
- Leonid Brežnev - Segretario generale del Partito Comunista dell'Unione Sovietica dal 1964 al 1982
- Aleksej Kosygin - Primo ministro dell'Unione Sovietica
- Butochiyn Tsog - Ministro della Difesa della Repubblica Popolare Mongola
- Žùgdėrdėmidijn Gùrragčaa - Cosmonauta mongolo
- Dmitrij Ustinov - Ministro della Difesa dell'Unione Sovietica